# Аміль Юнанов
Аміль Азім огли Юнанов (азерб. Yunanov Amil Əzim oğlu, нар. 6 січня 1993, Товуз, Азербайджан) — азербайджанський футболіст, нападник клубу «Кешля» та національної збірної Азербайджану.

## Клубна кар'єра
Аміль Юнанов народився у містечку Товуз і замйтися футболом починав у вці 9 - ти років. У 2008 році він перкейшов до футбольної школи столичного «Нефтчі». А вже за рік продовжив навчання в академії клубу «Габала». Де виступав у молодіжних командах. В сезоні 2009/10 Аміль Юнанов став кращим бомбардиром юнацького чемпіонату Азербайджану.
Професійну кар'єру Юнанов почав у 2010 році к клубі «Габала». Але після важкої травми змушений був пропустити шість місяців. Після повернення у футбол для набору ігрової практики Юнанов відправився в оренду у клуб Першого дивізіону «Нефтчала». У складі «Габали» Юнанов ставав призером чемпіонату Азербайджану серед дублюючих складів.
З 2015 рокук нападник три сезони провів у клубі «Сумгаїт». Після чого кілька разів змінював клубну прописку. Врешті, влітку 2021 року на правах вільного агента Юнанов перейшов до столичного клуб «Кешля», кольори якого вже захищав у сезоні 2018/18. Саме у складі «Кешлі» Юнанов дебютував у матчаї єврокубків.

## Збірна
Провів три матчі у складі юнацької збірної Азербайджану (U-19). 26 травня 2016 року у товариському матчі проти команди Андорри Аміль Юнанов дебютував у національній збірній Азербайджану.